# Grotte d'Ibn Ammar
La grotte d'Ibn Ammar est située dans la freguesia de  Estômbar e Parchal (pt), sur le territoire de la municipalité de Lagoa (District de Faro, Portugal),.

## Historique
C'est la plus grande grotte du Portugal au sud du Tage. La grotte est ou était également connue sous les noms de "Cavernas da Mexilhoeirinha", "Furnas dos Mouros", "Gruta do Algar", "Gruta da Mexilheirinha", "Gruta de D. Afonso Henriques" et "Furnas da Mexilhoeira da Carregação", avec le nom "Ibn Ammar" qui se répand depuis les années 1970, en l'honneur d'Abû Bacr Muhammad Ibn Ammâr, poète et gouverneur arabe, peut-être né à Estômbar, une ville proche des grottes.

### Classification
En 2024, un processus de Patrimoine Culturel, PI, a été ouvert, sur la base d'une proposition de la Direction Régionale de la Culture de l'Algarve, pour le classement de la Grotte d'Ibne Ammar.

## Description

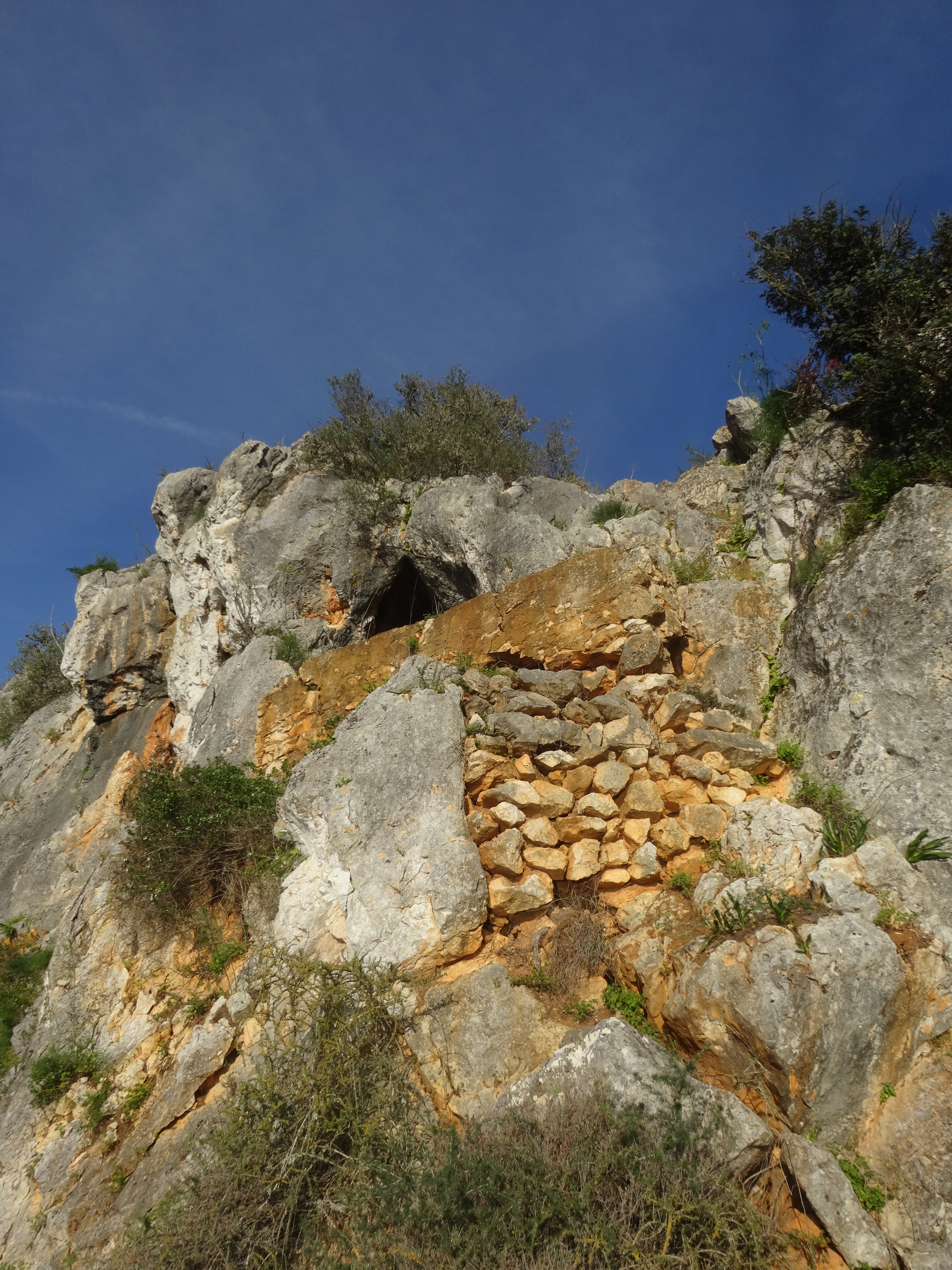
Entrée nord de la grotte

La grotte d'Ibne Ammar est une grotte karstique creusée dans une falaise calcaire, d'une extension horizontale d'environ 2 km. Son atmosphère intérieure présente une humidité de 100 % et une température de 18°C au sol et de 20,8°C dans l'air. Dans la plus grande chambre de la grotte se trouvent une mare anchialine et une source, et une partie de l'eau de l'aquifère de Querença-Silves s'écoule vers la rivière Arade par les canalisations de la grotte.
Il existe deux séries de galeries, distantes de 120 m  l'une de l'autre, et aucun passage humain n'est connu pour passer de l'une à l'autre. La série la plus méridionale est constituée d'étroits couloirs labyrinthiques. La plus septentrionale, plus large, mène à une galerie principale, haute de8 m et large de 17 m au maximum ; c'est dans cette galerie que se trouve le lac, long de 65 m, alimenté à la fois par les marées de l'estuaire et par l'aquifère de Querença-Silves mentionné plus haut.

## Faune

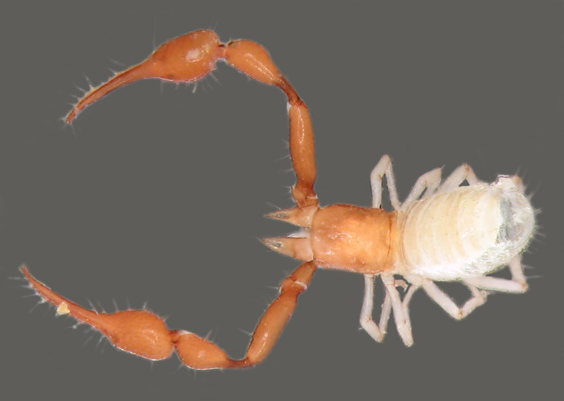
Lusoblothrus aenigmaticus, pseudoscorpion connu uniquement de cette grotte

Le système de grottes de l'Algarve est considéré comme un point chaud de la biodiversité, et la grotte d'Ibn Ammar étant l'un de ses principaux composants, on y trouve plusieurs espèces (certaines récemment découvertes par la biologiste portugaise Ana Sofia Reboleira (pt) ) : des pseudoscorpiones tels que le pseudoscorpion géant des grottes de l'Algarve (Titanobochica magna)  et le Lusoblothrus aenigmaticus (jusqu'à présent seulement connu de cette grotte), la Neriidae Teloleptoneta synthetica , des isopodes tels que le Cordioniscus lusitanicus (pt) et le Trogleluma machadoi, le diplure Litocampa mendesi (pt) (également seulement connu de cette grotte), le poisson d'argent Squamatinia algharbica (pt) ou le mille-pattes Lithobius inermis. Certaines de ces espèces ont des caractéristiques uniques : Le Squamatinia. algharbica est le plus grand insecte terrestre souterrain d'Europe. Le Lusoblothrus aenigmaticus n'a pas de proches parents dans la majeure partie de l'hémisphère nord, et le Titanobochica magna est l'un des plus grands pseudoscorpions du monde et a été considéré en 2013 comme l'une des nouvelles espèces les plus incroyables de la planète. 
Parmi les vertébrés, la grotte abrite des chauves-souris telles que les Rhinolophus hipposideros, Rhinolophus mehelyi, Myotis blythii, Myotis  escalerai, Miniopterus schreibersii et peut-être d'autres espèces des genres Myotis et Rhinolophus ; sur le toit au-dessus du lac intérieur se trouve une colonie de Myotis escalerai et Rhinolophus mehelyi, dont le guano est en grande partie éliminé par la marée.

## Galerie

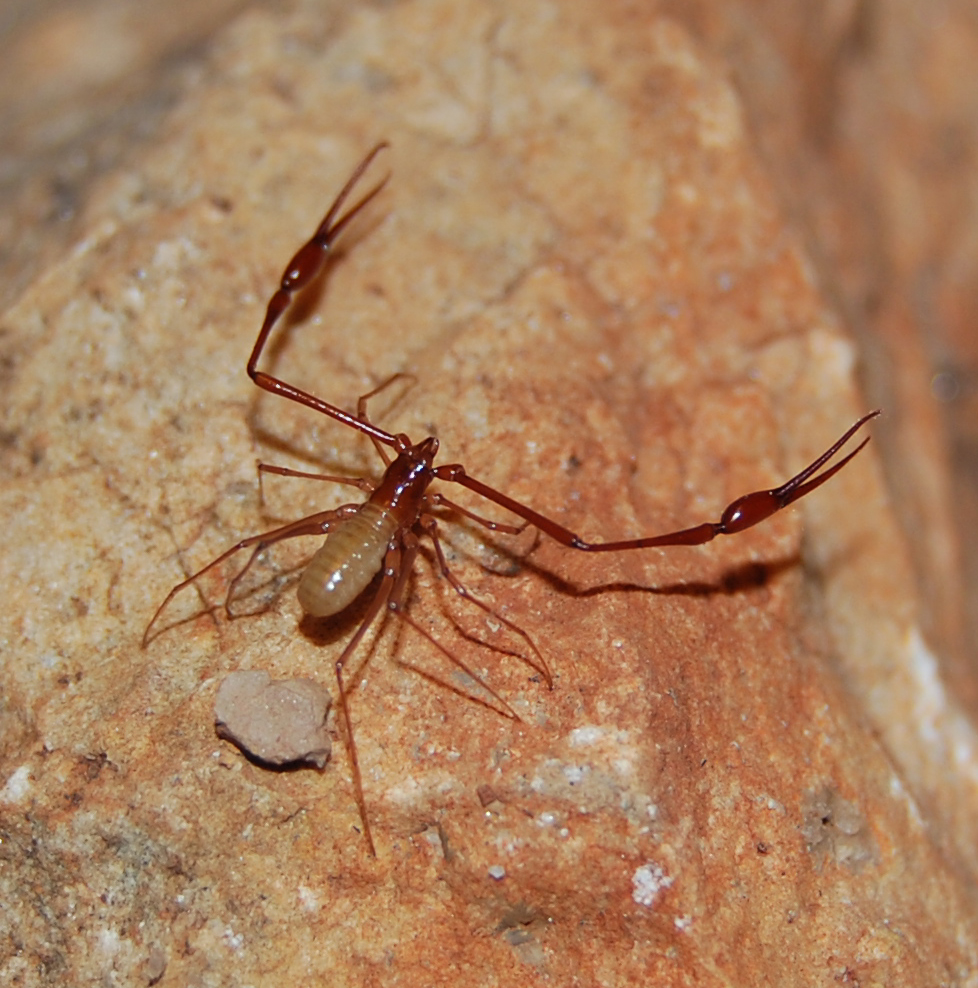
Titanobochica magna
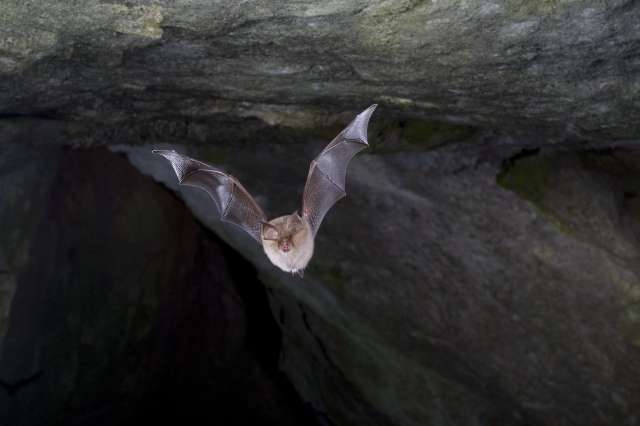
Rhinolophus hipposideros